# Trafigura
Trafigura este o companie multinațională cu sediul în Amsterdam care se ocupă cu transportul de minerale și produse petroliere.
Compania a fost înființată de Claude Dauphin și Eric de Turckheim, fiind formată prin despărțirea unui grup de companii administrate de Marc Rich.
De la începutul existenței sale, compania a fost implicată în diverse scandaluri, cum ar fi implicarea în programul "petrol contra hrană" și depozitarea de deșeuri toxice în Coasta de Fildeș.
Grupul de firme Trafigura a fost înființat în 1993, extinzându-se apoi prin alianțe, achiziții și creștere organică.
În 2000, grupul Trafigura avea o cifră de afaceri de 8,8 miliarde dolari, de patru ori mai mare decât în 1996.
Grupul operează în lume prin intermediul a trei companii: Trafigura Beheer BV, firma-mamă înregistrată în Olanda, dar cu sediul central la Lucerna, în Elveția.
Celelalte două companii sunt Trafigura AG (cu birouri în SUA și Elveția) - ale cărei activități se concentrează pe piața americană, respectiv Trafigura Pte.Ltd. - companie de trading petrolier ce activează în Extremul Orient.

## Trafigura în România
Grupul Trafigura este prezent și în România, unde a înființat în 1997 firma de colectare, procesare și reciclare a deșeurilor Romrecycling.
Cifra de afaceri:
- 2008: 125 milioane euro[4]
- 2007: 131 milioane euro[4]
- 2004: 60 milioane euro[5]
- 2003: 20 milioane euro[5]
- 2002: 40 milioane dolari[2]
- 1996: 400 milioane dolari[2]